# Szegélyes teknős
A szegélyes teknős (Testudo marginata) a hüllők (Reptilia) osztályának a teknősök (Testudines) rendjébe, ezen belül a Szárazföldi teknősfélék (Testudinidae) családjába tartozó faj.

## Előfordulása
Görögország déli részen, Kréta szigetén és Albánia területén honos. Betelepítették Szardínia szigetére is. Hegyvidékeken is előfordul.

## Alfajai
- Testudo marginata marginata-Élőhelye csak Görögország és néhány Égei-tengeri sziget.
- Testudo marginata sarda    -Élőhelye Szardínia északi része, főleg Oliba város térsége.
- Testudo marginata weisingeri-Élőhelye, ez az alfaj csak Dél-Görögországban fordul elő(ez nő a legkisebbre a három alfaj közül).

## Megjelenése
Testhossza 35 cm, de találtak már 40 cm-es példányokat is. Az idősebb állatokon megfigyelhető a páncél hátulsó részének a kiszélesedése ezt a folyamatot tízévesnél idősebb állatokon lehet megfigyelni. Tízéves koruk alatt ez a változás még nem indul meg, a faj a nevét is emiatt a szegély szerű páncél forma miatt kapta, az idősebb hím egyedek szegélye jóval markánsabb megjelenésű mint a nőstényeké. A fajra jellemző, hogy a nőstény állatok kisebbek a hímeknél.Erős testfelépítésű robusztus állatok, a Szardínián élő egyedek különböznek a görögországi alfajoktól(erősebb markánsabb megjelenésűek). Több természetes színváltozata is ismert, főleg tenyészetekben.Szin változatai melanisztikus: vagy csak fekete, vagy csak fehér (porcelánfehér), piros szem nincs, szennyes sárga alapon fekete mintázat(ez a legsűrűbb mintázatuk), vörös alapszín fekete mintázat, fekete alapszín a pajzscentrumokban szennyes sárga folt, fekete alapszín a pajzscentrumokból a pajzsrádiusz felé szennyes sárga sáv látható, fehér alapszín a pajzsrádiuszon barna sáv látszik.

## Életmódja
Növényevő életmódú, de minimális állati fehérjét is fogyaszt. Elsősorban a talajszintről elérhető különböző gyomnövényeket fogyasztja, a vadnövények lehullott terméseit, fák lehullott leveleit, gombákat, vádvirágokat, különböző pozsgás növényeket is elfogyaszt, mint pl. kaktuszok leveleit előszeretettel fogyasztja, kövirózsákat és egyéb pozsgásokat amit csak talál. A mérgező növényeket ösztönösen nem fogyasztja el, ha elhullott más állatot talál eszik a tetemből, a különböző bogarakat, férgeket, kisebb csigákat is elfogyasztja amik elé kerülnek. Hegyes sziklás területeken is él egész 1600 m-ig előfordul, a karsztos napsütéses helyeket kedveli. Novembertől februárig téli álmot alszik, a talajba ásva magát védekezik a hideg ellen, az élőhelyén kevésbé csapadékos a tél és az időjárás sem annyira hideg mint nálunk. Párzási időszaka március végétől május végéig tart, (a párzási időszakban a hímek igen agresszívak, harapdálják egymást ahol érik, nem ritka, hogy a vetélkedő hímek valamelyike elpusztul) egy-egy nőstény egyszerre 4-12 db tojást rak a vizeletével felpuhított földbe ásott üregbe, a tojások ideális körülmények között 70-100 nap múlva kelnek ki.Ha a körülmények nem ideálisa, hűvösebb időjárás vagy több csapadék, akkor a tojások csak a következő évben kelnek ki, ha addig valamilyen ragadozó ki nem ásta és el nem fogyasztotta őket. Kikelésük után is fennáll ez a veszély, ragadozók egész hada várja a kis teknősöket kibújni a föld alól, a kikelt teknősbébik nagyon kis százaléka éri meg az ivarérettséget és utána az öregkorát. Európában az egyik legkedveltebb és legsűrűbben tartott hobbiállat egyike ez a teknősfaj.
Főleg igénytelensége és méretei miatt kedvelik, mutatós része lehet egy szép kertnek, feltéve, ha helyesen táplálják a kis teknőst, igyekezni kell minél jobban a természetes táplálkozását utánozni. Túrót, főtt tojást, felvágottat, kutya-macska eledelt tilos nekik adni, ettől szó szerint sokat szenvedve (veseköszvény és egyéb betegségek) elpusztulnak. A jól táplált kis teknős lassan nő, a páncélja sima, nem göröngyös, amit a túlzott gyümölcsfogyasztás eredményez. Az étrendjük 85%-át különböző gyomnövények alkotják, és csak a többit zöldség és gyümölcs. Hazánkban is tartható kertben, sőt ki is telel, de csak a jól táplált, jó kondícióban lévő állatok teleltethetőek, ugyanúgy a földbe ássák magukat, mint az élőhelyeiken, de mivel nálunk a telek hidegebbek mint az élőhelyeken, ezért télen takarni kell őket szalmával. Előfordul, hogy nem ássa el magát, ilyenkor egy fűtetlen hűvös helyre kell rakni. Pince, padlás, egyéb, célnak megfelelő helység, ahol nem járkálunk nap mint nap, persze rágcsálók se legyenek, ezek el tudják pusztítani tavaszra az állatunkat.
|  |  |